# Arranque de cordita

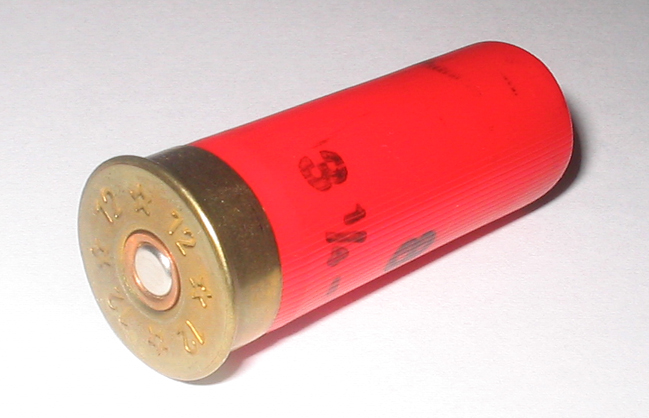
Cartucho del 12, similar a los de cordita del arranque Coffman.

El arranque Coffman (también conocido como "arranque de cordita") fue un sistema de arranque utilizado en muchos motores de pistón en aviones y vehículos blindados de las décadas de 1930 y 1940. El sistema Coffman era una de las marcas más comunes; otro fue el sistema de cartucho Breeze, fabricado bajo las patentes de Coffman.
La mayoría de los aviones y tanques estadounidenses que usaban motores radiales estaban equipados con este sistema. Algunas versiones del motor Rolls-Royce Merlin utilizado en el Supermarine Spitfire británico usaban el sistema Coffman como método de arranque. El Hawker Typhoon también usó el sistema Coffman para encender su motor Napier Sabre.
Un sistema derivado del arranque Coffman se usó en varios motores de reacción, incluidos motores tales como el Rolls-Royce Avon, que se usaron en los English Electric Canberra y los Hawker Hunter.

## Diseño
El dispositivo Coffman usaba un cartucho de fogueo que contenía cordita y que, con la explosión, empujaba un pistón con un engranaje solidario que arrastraba una corona que hacía girar el motor. Este sistema estaba en contraste con otro tipo de arranque de cartucho en el que el impulso de la explosión actuaba directamente sobre un pistón del propio motor y hacía girar así al resto del motor, como era el caso del sistema usado en el tractor agrícola diésel Field-Marshall.
Entre los otros sistemas utilizados durante el mismo período figuraban: motores eléctricos (como los que se usan hoy en día en los automóviles), arranques de inercia (con manivela o un motor eléctrico) y arranques de aire comprimido, y finalmente un sistema parecido al arranque Coffman pero que funcionaba a partir de aire presurizado en tanques.
Los arranques de cordita se componen de una recámara, en la que se inserta el cartucho, que está conectada al pistón por una tubería corta de acero, que actúa como el cañón de un arma de fuego. El cartucho de fogueo es insertado en la recámara y se dispara eléctricamente o por medios mecánicos. Una vez dado el contacto de la aeronave, se dispara el cartucho, al expandirse el gas a alta presión y velocidad (6,9 MPa a 180 m/s; ~1,000 psi a ~600 pies/s) comprimía el aire de la tubería, forzando el pistón con un engranaje solidario que hacía girar la corona de arranque del motor, que formaba una pieza con el cigüeñal.

## Pros y contras
Los arranques de cordita tenían varias ventajas sobre otros sistemas de arranque en uso en ese momento. Los arranques eléctricos requerían baterías grandes, y a menudo demasiado pesadas para llevar a bordo, o bien un equipo de carga externo que tenía que estar ubicado en todos los lugares donde se preveía que el vehículo iba a funcionar. Los arranques inerciales usaban una rueda pesada, usualmente hecha de latón, que se hacía girar con una manivela o un motor eléctrico, lo que hacía que la rueda giratoria se enganchara al engranaje del anillo de arranque. El sistema Coffman era más liviano y compacto que los arranques inerciales o que las baterías internas, y no requería ningún equipo auxiliar especial, una característica importante cuando se operaba en áreas remotas.
Las desventajas principales del arranque de cordita son la necesidad de mantener un lote de cartuchos, ya que se utiliza un cartucho para cada intento de arranque, y el poco tiempo que cada cartucho hace girar el motor. Los arranques de aire comprimido, que usan el mismo tipo de motor, generalmente se recargan con un compresor accionado por un motor, lo que anula la necesidad de transportar cartuchos, pero agrega el requisito del compresor y del tanque de aire comprimido. Los sistemas híbridos se pueden desarrollar, simplemente, agregando una recámara de cartucho o un tanque de aire a un sistema existente. Los tanques de aire comprimido también se pueden recargar desde una fuente externa en caso de emergencia, como una bomba de mano o un compresor de aire portátil.
El arranque Coffman fue la marca más común de iniciadores de cartucho desde mediados de la década de 1930, y el nombre se usó como una descripción genérica. Los avances en la tecnología eléctrica han hecho que los arranques de cordita sean obsoletos para la mayoría de usos.

## En el cine
El iniciador se hizo famoso como un dispositivo en la trama de la película de 1965 El Vuelo del Fénix, en la que el piloto Frank Towns (James Stewart) tiene un número limitado de cartuchos de cordita con los que puede arrancar el motor de la improvisada aeronave; también estuvo presente en la nueva versión de la película de 2004. Un arranque Coffman también fue utilizado por el personaje de Harrison Ford en la película Six Days, Seven Nights en un De Havilland Beaver, cuando intenta despegar de la isla perdida.